# Arrondissement de Ida Mouride
L'arrondissement de Ida Mouride est l'un des arrondissements du Sénégal. Il est situé dans le département de Koungheul et la région de Kaffrine.
Il compte trois communautés rurales :
- Communauté rurale de Fass Thiékène
- Communauté rurale de Saly Escale
- Communauté rurale de Ida Mouride

Son chef-lieu est Ida Mouride.